# Spermacoce perangusta
Spermacoce perangusta är en måreväxtart som först beskrevs av Spencer Le Marchant Moore, och fick sitt nu gällande namn av Piero G. Delprete. Spermacoce perangusta ingår i släktet Spermacoce och familjen måreväxter. Inga underarter finns listade i Catalogue of Life.